# Elecciones municipales de 2011 en Talavera de la Reina
Las elecciones municipales de 2011 se celebraron en Talavera de la Reina el domingo 22 de mayo, de acuerdo con el Real Decreto de convocatoria de elecciones locales en España dispuesto el 28 de marzo de 2011 y publicado en el Boletín Oficial del Estado el día 29 de marzo. Se eligieron los 25 concejales del pleno del Ayuntamiento de Talavera de la Reina, a través de un sistema proporcional (método d'Hondt), con listas cerradas y un umbral electoral del 5 %.

## Resultados
Los resultados completos se detallan a continuación:
| Candidatura     | Candidatura                              | Votos  | %                               | Concejales                      |
| --------------- | ---------------------------------------- | ------ | ------------------------------- | ------------------------------- |
|                 | Partido Popular (PP)                     | 22 419 | 52,02                           | 14                              |
|                 | Partido Socialista Obrero Español (PSOE) | 15 894 | 36,88                           | 10                              |
|                 | Izquierda Unida (IU)                     | 2589   | 6,01                            | 1                               |
|                 | Unión Progreso y Democracia (UPyD)       | 1249   | 2,90                            | 0                               |
| Votos en blanco | Votos en blanco                          | 945    | 2,19                            | n/a                             |
| Votos válidos   | Votos válidos                            | 43 096 | 100,00                          | 25                              |
| Votos nulos     | Votos nulos                              | 562    | Participación: \| \| 69,24 % \| | Participación: \| \| 69,24 % \| |
| Votantes        | Votantes                                 | 43 658 | Participación: \| \| 69,24 % \| | Participación: \| \| 69,24 % \| |
| Electores       | Electores                                | 63 049 | Participación: \| \| 69,24 % \| | Participación: \| \| 69,24 % \| |
|                 | 69,24 %                                  |        |                                 |                                 |

## Concejales electos
Relación de concejales electos:
| N.º | Nombre                          | Lista | Lista |
| --- | ------------------------------- | ----- | ----- |
| 1   | Gonzalo José Lago Viguera       |       | PP    |
| 2   | José Francisco Rivas Cid        |       | PSOE  |
| 3   | Jaime Alberto Ramos Torres      |       | PP    |
| 4   | Alicia Godoy Garrido            |       | PP    |
| 5   | José Julián Gregorio López      |       | PP    |
| 6   | María de los Ángeles Núñez Cano |       | PP    |
| 7   | Roberto González Martín         |       | PP    |
| 8   | María Soledad Luqui Sarrasqueta |       | PP    |
| 9   | Gerardo Pérez de Vargas Muñoz   |       | PP    |
| 10  | María Victoria González Vilches |       | PP    |
| 11  | Arturo Castillo Pinero          |       | PP    |
| 12  | Ana Santamaría Rivera           |       | PP    |
| 13  | Florencio Gutiérrez Rodríguez   |       | PP    |
| 14  | María Rodríguez Ruiz            |       | PP    |
| 15  | José Luis Muelas Jiménez        |       | PP    |
| 16  | Ana Ballesteros Jiménez         |       | PSOE  |
| 17  | Carlos Gil Sanz                 |       | PSOE  |
| 18  | María Agustina García Élez      |       | PSOE  |
| 19  | Carlos Ángel Devia              |       | PSOE  |
| 20  | María Belén Flores Sánchez      |       | PSOE  |
| 21  | Miguel Ángel Perantón García    |       | PSOE  |
| 22  | Rosa María Bello Blasco         |       | PSOE  |
| 23  | José Gutiérrez Muñoz            |       | PSOE  |
| 24  | Flora María Bellón Aguilera     |       | PSOE  |
| 25  | José María Domínguez Gregorio   |       | IU    |